# Ворм-Біч (Вашингтон)
Ворм-Біч (англ. Warm Beach) — переписна місцевість (CDP) в США, в окрузі Сногоміш штату Вашингтон. Населення — 2990 осіб (2020).

## Географія
Ворм-Біч розташований за координатами 48°9′54″ пн. ш. 122°20′52″ зх. д. / 48.16500° пн. ш. 122.34778° зх. д. (48.165106, -122.347701).  За даними Бюро перепису населення США в 2010 році переписна місцевість мала площу 10,88 км², з яких 10,54 км² — суходіл та 0,34 км² — водойми.

## Демографія
Згідно з переписом 2010 року, у переписній місцевості мешкало 2437 осіб у 950 домогосподарствах у складі 688 родин. Густота населення становила 224 особи/км².  Було 1096 помешкань (101/км²).
Расовий склад населення:
| - 91,8 % — білих - 1,4 % — корінних американців - 0,8 % — азіатів - 0,7 % — чорних або афроамериканців - 0,5 % — вихідців з тихоокеанських островів - 1,3 % — осіб інших рас |

До двох чи більше рас належало 3,4 %. Частка іспаномовних становила 4,3 % від усіх жителів.
За віковим діапазоном населення розподілялося таким чином: 21,7 % — особи молодші 18 років, 61,8 % — особи у віці 18—64 років, 16,5 % — особи у віці 65 років та старші. Медіана віку мешканця становила 45,7 року. На 100 осіб жіночої статі у переписній місцевості припадало 102,9 чоловіків;  на 100 жінок у віці від 18 років та старших — 104,5 чоловіків також старших 18 років.
Середній дохід на одне домашнє господарство  становив 87 525 доларів США (медіана — 76 458), а середній дохід на одну сім'ю — 91 023 долари (медіана — 78 345). Медіана доходів становила 73 333 долари для чоловіків та 35 946 доларів для жінок. За межею бідності перебувало 8,5 % осіб, у тому числі 18,1 % дітей у віці до 18 років та 0,0 % осіб у віці 65 років та старших.
Цивільне працевлаштоване населення становило 1083 особи. Основні галузі зайнятості: виробництво — 23,3 %, роздрібна торгівля — 14,4 %, освіта, охорона здоров'я та соціальна допомога — 10,2 %, будівництво — 9,8 %.